# Hexacontagone

Un hexacontagone régulier.

Un hexacontagone est un polygone à 60 sommets, donc 60 côtés et 1 710 diagonales.
La somme des angles internes d'un hexacontagone non croisé vaut 10 440 degrés.
L'hexacontagone régulier est constructible.

## Hexacontagones réguliers
Un hexacontagone régulier est un hexacontagone dont les côtés ont même longueur et dont les angles internes ont même mesure. Il y en a huit : sept étoilés (notés {60/k} pour k impair de 7 à 29 sauf les multiples de 3 ou 5) et un convexe (noté {60}). C'est de ce dernier qu'il s'agit lorsqu'on parle de « l'hexacontagone régulier ».

Les huit hexacontagones réguliers avec, pour chacun, le symbole de Schläfli et l'angle interne.
{60}, 174°
{60/7}, 138°
{60/11}, 114°
{60/13}, 102°
{60/17}, 78°
{60/19}, 66°
{60/23}, 42°
{60/29}, 6°

## Caractéristiques de l'hexacontagone régulier
Chacun des 60 angles au centre mesure {\displaystyle {\frac {360^{\circ }}{60}}=6^{\circ }} et chaque angle interne mesure {\displaystyle {\frac {10\,440^{\circ }}{60}}=174^{\circ }}.
Si a est la longueur d'une arête :
- le périmètre vaut {\displaystyle P=60\,a} ;
- l'aire vaut {\displaystyle A=15\,a^{2}\cot \left({\frac {\pi }{60}}\right)} ;
- l'apothème vaut {\displaystyle H={\frac {2\,A}{P}}={\frac {a}{2}}\cot \left({\frac {\pi }{60}}\right)} ;
- le rayon vaut {\displaystyle R={\frac {H}{\cos \left({\frac {\pi }{60}}\right)}}={\frac {a}{2\sin \left({\frac {\pi }{60}}\right)}}}.

## Constructibilité
L'hexacontagone régulier est constructible à la règle et au compas, par exemple par bissection du triacontagone.
On pouvait le prévoir grâce au théorème de Gauss-Wantzel, puisque 60 est le produit de 4 (puissance de 2) par 3 et 5 (nombres premiers de Fermat distincts).